# Đội tuyển bóng chuyền nam quốc gia Barbados
Đội tuyển bóng chuyền nam quốc gia Barbados là đội bóng đại diện cho Barbados tại các cuộc thi tranh giải và trận đấu giao hữu bóng chuyền nam ở phạm vi quốc tế. Đội tuyển hiện đang xếp vị trí thứ 50 trên bảng xếp hạng của FIVB tính đến thời điểm tháng 7 năm 2017.

## Kết quả thi đấu
- Vị trí thứ 7 - Giải vô địch bóng chuyền liên đoàn NORCECA 2001
- Vị trí thứ 8 - Đại hội Thể thao Trung Mỹ và Caribe 2006
- Vị trí thứ 6 - Giải vô địch bóng chuyền liên đoàn NORCECA 2007

## Đội hình

### Giải vô địch bóng chuyền liên đoàn NORCECA 2001
- Huấn luyện viên chính: Ludger Niles

| #  | Tên              | Ngày sinh  | Cân nặng | Chiều cao | Nhảy đập | Nhảy chắn |  |
| -- | ---------------- | ---------- | -------- | --------- | -------- | --------- |  |
| 1  | Paul Nicholls    | 20.04.1981 | 61       | 178       | 318      | 305       |  |
| 2  | Jamal Nedd       | 19.02.1982 | 87       | 195       | 325      | 315       |  |
| 3  | Fabian Cox       | 09.01.1980 | 81       | 180       | 335      | 315       |  |
| 4  | Rodney Mayers    | 10.02.1976 | 84       | 178       | 318      | 305       |  |
| 6  | Renier Grace     | 26.10.1978 | 85       | 195       | 325      | 315       |  |
| 9  | Andy Jordan      | 15.03.1966 | 88       | 195       | 335      | 320       |  |
| 10 | Gregory Burke    | 05.11.1973 | 87       | 195       | 335      | 320       |  |
| 11 | Henderson Dottin | 09.11.1980 | 81       | 196       | 335      | 330       |  |
| 13 | Adrian Price     | 01.03.1982 | 77       | 185       | 325      | 315       |  |
| 16 | Cedric Proverbs  | 27.10.1971 | 87       | 193       | 330      | 320       |  |
| 17 | Dale Addison     | 22.02.1976 | 90       | 187       | 325      | 320       |  |

### Giải vô địch bóng chuyền liên đoàn NORCECA 2007
- Huấn luyện viên chính: Ludger Niles

| #  | Tên            | Ngày sinh  | Cân nặng | Chiều cao | Nhảy đập | Nhảy chắn |  |
| -- | -------------- | ---------- | -------- | --------- | -------- | --------- |  |
| 1  | Dwight Carter  | 23.07.1986 | 86       | 185       | 305      | 300       |  |
| 2  | Jamal Nedd     | 19.02.1982 | 87       | 195       | 325      | 315       |  |
| 5  | Elwyn Oxley    | 11.02.1987 | 85       | 185       | 320      | 315       |  |
| 6  | Renier Grace   | 26.10.1978 | 90       | 195       | 325      | 315       |  |
| 8  | Romel Agard    | 28.11.1985 | 88       | 200       | 330      | 320       |  |
| 9  | Daran Gill     | 02.01.1985 | 86       | 195       | 325      | 320       |  |
| 11 | Adrian Price   | 01.03.1982 | 85       | 187       | 320      | 315       |  |
| 12 | Justin Bennett | 04.04.1989 | 86       | 190       | 320      | 315       |  |
| 13 | Alain London   | 14.10.1987 | 86       | 190       | 320      | 315       |  |
| 14 | Shawn Simpson  | 08.03.1984 | 88       | 197       | 325      | 320       |  |
| 17 | Dale Addison   | 22.02.1976 | 90       | 187       | 325      | 320       |  |
| 18 | Damien Danzell | 12.03.1985 | 86       | 190       | 320      | 315       |  |